# María de la Luz Cirenia Camacho González
María De La Luz Cirenia Camacho González (Ciudad de México, 17 de mayo de 1907-ibídem, 30 de diciembre de 1934) fue una laica mexicana.

## Primeros años
María de la Luz Cirenia Camacho fue hija de Manuel Camacho y Ma. Teresa González. Su madre murió cuando tenía seis meses. Para sus primeros estudios fue inscrita como interna en un colegio de religiosas en Puebla. En 1918, regresó a la Ciudad de México, continuando sus estudios primero con las Madres Dominicas y después, pasó al Instituto Católico para niñas, durante 3 años. En 1921, la familia Camacho se trasladó a Coyoacán.

## Catequista y miembro de la A.C.
En Coyoacán vivió durante 13 años, durante los cuales se dedicó con ahínco a cultivar su vida espiritual y al apostolado. Bajo la dirección de catequistas experimentadas, inició la enseñanza del catecismo, fundando ella después su propio centro catequético en su casa. 
Adicionalmente fue secretaria y tesorera del Comité Parroquial de San Juan Bautista, que atendía a 2300 niños. El 2 de febrero de 1930, tomó el hábito en la Venerable Tercera orden de San Francisco y en 1931 se inscribió en la Acción Católica, donde ocupó importantes cargos.
Maria de la Luz Camacho Fue militante en la rama femenil de la Acción Católica que lleva por nombre JCFM - Juventud Católica de la Juventud Mexicana.

## Muerte
El domingo 30 de diciembre de 1934, supo que los Camisas Rojas, jóvenes organizados por Tomás Garrido Canabal y liderados por Carlos Madrazo (quien años después sería gobernador de Tabasco) en contra de la religión católica, organizaban un mitin frente a la parroquia. Entonces, vistió su mejor traje y fue a la iglesia, quedándose fuera por lo que pudiera acontecer. Los niños y los mayores fueron dirigidos a la Casa Conventual, para salir poco a poco. Al iniciar la balacera, Cirenia fue herida en el pecho. Fray Alejandro Torres alcanzó a ungirla con los Santos Óleos poco antes de que muriera, algunos minutos después.
Su sepelio fue apoteósico y se organizó una marcha multitudinaria hacia el Zócalo de la Ciudad de México para exigir al gobierno castigo contra los culpables. Esto originó que Tomás Garrido Canabal dejara su puesto en el gabinete del Presidente Lázaro Cárdenas y se fuera en un "exilio disfrazado" patrocinado por el Gobierno Federal como una misión hacia Costa Rica y la República Dominicana. Este episodio iniciaría el fin del "Garridismo".
Sus restos reposan en la parroquia de San Juan Bautista de Coyoacán.

## Proceso de canonización
Actualmente se encuentra en proceso de beatificación por martirio, siendo éste promovido por la Provincia Franciscana del Santo Evangelio de México.